# آیرون لور انترتینمنت
آیرون لور اینترتینمنت (انگلیسی: Iron Lore Entertainment) شرکت بازی ویدئویی آمریکایی است، که در سال ۲۰۰۰ تأسیس شد.